# Príncipe da Pérsia: As Areias do Tempo
Príncipe da Persia: As Areias do Tempo (em inglês:  Prince of Persia: The Sands of Time) é um filme americano de ação, aventura e fantasia de 2010, dirigido por Mike Newell e baseado no jogo eletrônico homônimo.
Produzido por Jerry Bruckheimer e com roteiro de Jordan Mechner (o criador do jogo), o longa é protagonizado por Jake Gyllenhaal, Gemma Arterton, Ben Kingsley e Alfred Molina.
As filmagens foram feitas no Reino Unido e Marrocos. Prince of Persia: The Sands of Time foi lançado em 3 de junho de 2010 no Brasil.

## Enredo
Dastan (Jake Gyllenhaal), um órfão no Império Persa adotado pelo rei, e seus irmãos de sangue adotivos, Tus (Richard Coyle) e Garsiv (Toby Kebbell), e seu tio, Nizam (Ben Kingsley) estão planejando um ataque na cidade sagrada de Alamut, que acreditam estar vendendo armas aos inimigos da Pérsia. Dastan leva um ataque surpresa bem sucedido na cidade e depois de uma luta ele se apodera de uma adaga. Princesa de Alamut, Tamina, é capturada e concorda em casar com Tus, a fim de alcançar a paz.
Sharaman (Ronald Pickup), o rei da Pérsia, censura Tus, por atacar a cidade e sugere que Dastan, ao invés de Tus, deva se casar com Tamina. Príncipe Dastan inconscientemente apresenta uma túnica envenenada, dada a ele por Tus, a seu pai, que morre após vesti-la. Dastan é responsabilizado pelo assassinato do rei e foge a Alamut com a princesa Tamina. Em seu primeiro acampamento, Tamina tenta matar o príncipe e recuperar a adaga, durante o qual Dastan descobre que a adaga pode reverter o tempo. Durante sua jornada, a dupla encontra um organizador local de corridas de avestruz e empresário fiscal avesso, Sheik Amar (Alfred Molina), com seu amigo africano atirador de facas, Seso (Steve Toussaint). Dastan oferece Tamina como escrava em troca de suprimentos, no entanto, Amar trai ele porque ele o reconhece como o assassino do rei, para quem existe uma recompensa "obscena" sendo oferecida. Dastan e Tamina escapam e voltam para a Pérsia para o funeral do Rei Sharaman; aqui, Dastan tenta convencer seu tio Nizam que ele não matou seu pai. Dastan descobre que Tamina pegou a adaga, no entanto, ele então observa que as mãos de Nizam estão queimadas, queimadas pelo mesmo veneno que colocaram no manto que matou seu pai. Garsiv e os guardas da cidade aparecem e atacam Dastan e ele é forçado a fugir.
Dastan alcança Tamina e explica que o irmão vilão do rei, Nizam, estava por trás do assassinato. Depois Tamina finalmente explica tudo sobre a Adaga, Dastan percebe porque Nizam quer a Adaga do Tempo: para usá-la com a enorme Ampulheta para voltar no tempo e desfazer o salvamento de Sharaman de um leão para que ele pudesse se tornar rei. Ele fabricou as falsas acusações de que Alamut já estava lidando armas aos inimigos da Pérsia de modo que ele teria a oportunidade de procurar a cidade para a ampulheta. No entanto, a abertura da Ampulheta vai desencadear uma tempestade de areia apocalíptica que iria acabar com o mundo. Enquanto isso, Nizam tenta convencer Garsiv e Tus que Dastan está tentando derrubá-los e deve ser morto imediatamente, quando isto falha, ele contrata os Assassinos, um grupo de guerreiros altamente qualificados, que uma vez serviu como assassinos de aluguel para a realeza persa, para matar Dastan.
Dastan e Tamina são novamente capturados pelo Sheik Amar e por Seso, procurando recriar o seu negócio arruinado, transformando-os para a generosidade enorme. Mas naquela noite, quando todos estão dormindo, o líder assassino, Zolm (Gísli Örn Gardarsson) ataca o grupo, controlando uma série de víboras. Muitos do grupo morrem, mas Dastan usa a Adaga e consegue matar todas as cobras e salvar a todos. No dia seguinte, o casal, acompanhado por Sheik e Seso, viajam para um refúgio secreto nas montanhas próximas à Índia, onde é possível selar afastado da Adaga. No entanto, se deparam com homens de Garsiv. Dastan consegue convencer seu irmão que ele é inocente, apenas para Garsiv ser mortalmente ferido por um assassino, Setam. O ataque dos assassinos, mata a maioria do grupo, enquanto Dastan e Tamina fogem para a caverna secreta onde eles podem esconder a Adaga. Tamina diz que está pronta para desistir de sua vida para proteger a Adaga, mas Dastan para ela e  diz que ele não está pronto para ela morrer. Eles são encontrados e atacados e Zolm consegue tirar a Adaga do Tempo de Tamina. Entretanto, Dastan é salvo do último assassino, Tamah, por Garsiv, que depois morre de suas feridas.
O grupo retorna a Alamut para revelar a verdade sobre Nizam e a Adaga de Tus. Eles aprendem que a Adaga está sendo vigiada pelo assassino que matou Garsiv, Setam ("uma espécie de demônio... coberto de espinhos" - Tamina). Seso é voluntário para a tarefa de derrotar Setam e recuperar a Adaga. Ele derrota Setam em um duelo, mas é mortalmente ferido. Ele consegue arremessar a Adaga até Dastan, antes que ele sucumbe aos seus ferimentos. Dastan confronta Tus e explica a mecânica da adaga com ele e então apunhala a adaga em seu coração, matando a si mesmo; Tus traz Dastan de volta à vida pela reversão do tempo e percebe que seu irmão tinha sido inocente o tempo todo. Pouco depois, porém, Nizam chega e mata Tus, deixando seu guarda assassino, Ghazab, para matar Dastan. A Adaga está mais uma vez nas mãos de Nizam, mas Dastan consegue derrotar Ghazab com a ajuda de Tamina. Nizam vai para as cavernas da Ampulheta abaixo de Alamut, como Dastan e Tamina tomam uma rota mais secreta: um túnel subterrâneo. Depois de uma curta batalha contra o Zolm, Tamina pega uma das cobras Zolm e esfaqueia suas presas nos olhos Zolm, ferindo-o mortalmente e enviando-o em queda livre até sua morte em um abismo. Dastan e Tamina se beijam pela primeira vez.
Eles, então, alcançam Nizam antes que ele possa perfurar a Ampulheta com a Adaga, mas ele bate em Tamina e Dastan sobre a borda. Dastan agarra Tamina, sabendo que ele não pode parar Nizam e também salvá-la, Tamina diz a Dastan para deixá-la ir, porque é seu destino salvá-los, mas Dastan se recusa a deixá-la ir. Tamina professa seu amor por Dastan, desejando que eles poderiam ficar juntos, despencando para a morte e sacrificando-se para parar Nizam. Desolado, Dastan assiste sua queda. Conduzido para lutar, Dastan consegue se levantar. Nizam apunhala a Ampulheta com a Adaga, mas Dastan agarra e abre a Adaga em vez de ativá-la, fazendo com que as Areias do Tempo fluam livremente, ao invés de destruir o mundo. O tempo reverte para quando Dastan obtém pela primeira vez a Adaga, agora plenamente consciente de tudo o que ocorreu.
Dastan para o cerco de Alamut, revelando a traição de Nizam; Nizam ataca Dastan, mas é morto por Tus. Depois de se desculpar pelo saque de sua cidade, Tus sugere que talvez Tamina devesse se tornar a mulher de Dastan como um sinal de boa vontade. O Príncipe retorna a Adaga do Tempo para ela, que muda a opinião de Tamina sobre Dastan. Mais tarde, os dois tomam uma caminhada juntos, e Dastan e Tamina tem uma pequena conversa, na qual Dastan fala de seu conhecimento dos poderes da Adaga e diz a Tamina que está ansioso para ter um futuro com ela.

## Elenco
- Jake Gyllenhaal como Príncipe Dastan, o caçula dos três Príncipes da Pérsia, que aprende sobre os poderes da Adaga do Tempo. Ele atua como o protagonista do filme.
- Gemma Arterton como Princesa Tamina, a Bela jovem Princesa da cidade sagrada de Alamut, que vai junto com Dastan em sua jornada para limpar seu nome do assassinato do rei
- Ben Kingsley como Vizir Nizam, irmão do rei Sharaman e assessor, que surge com um plano de traição para obter a Adaga do Tempo e usá-la para voltar no tempo para matar Sharaman e faze-lo tornar-se o rei da Pérsia. Ele serve como o principal antagonista do filme
- Alfred Molina como Sheikh Amar, um organizador local de corridas de avestruz e empresário fiscal avesso
- Ronald Pickup como Rei Sharaman, o governante do Império Persa, que adota Dastan na família real, depois de testemunhar seu ato de coragem no mercado
- Steve Toussaint como Seso, um dos amigos mais próximos do Sheik, capaz de atirar facas e adagas com precisão
- Richard Coyle como Príncipe Tus, o mais velho dos três Príncipes da Pérsia e herdeiro do trono.
- Toby Kebbell como Príncipe Garsiv, o segundo mais velho dos três Príncipes da Pérsia.
- Reece Ritchie como Bis, o amigo mais próximo de Dastan e aliado
- Gísli Örn Garðarsson como Zolm, o Líder dos Assassinos, contratado por Nizam para localizar Dastan e matá-lo, bem como localizar a Adaga e trazê-la de volta para Nizam
- William Foster como jovem Dastan

## Produção

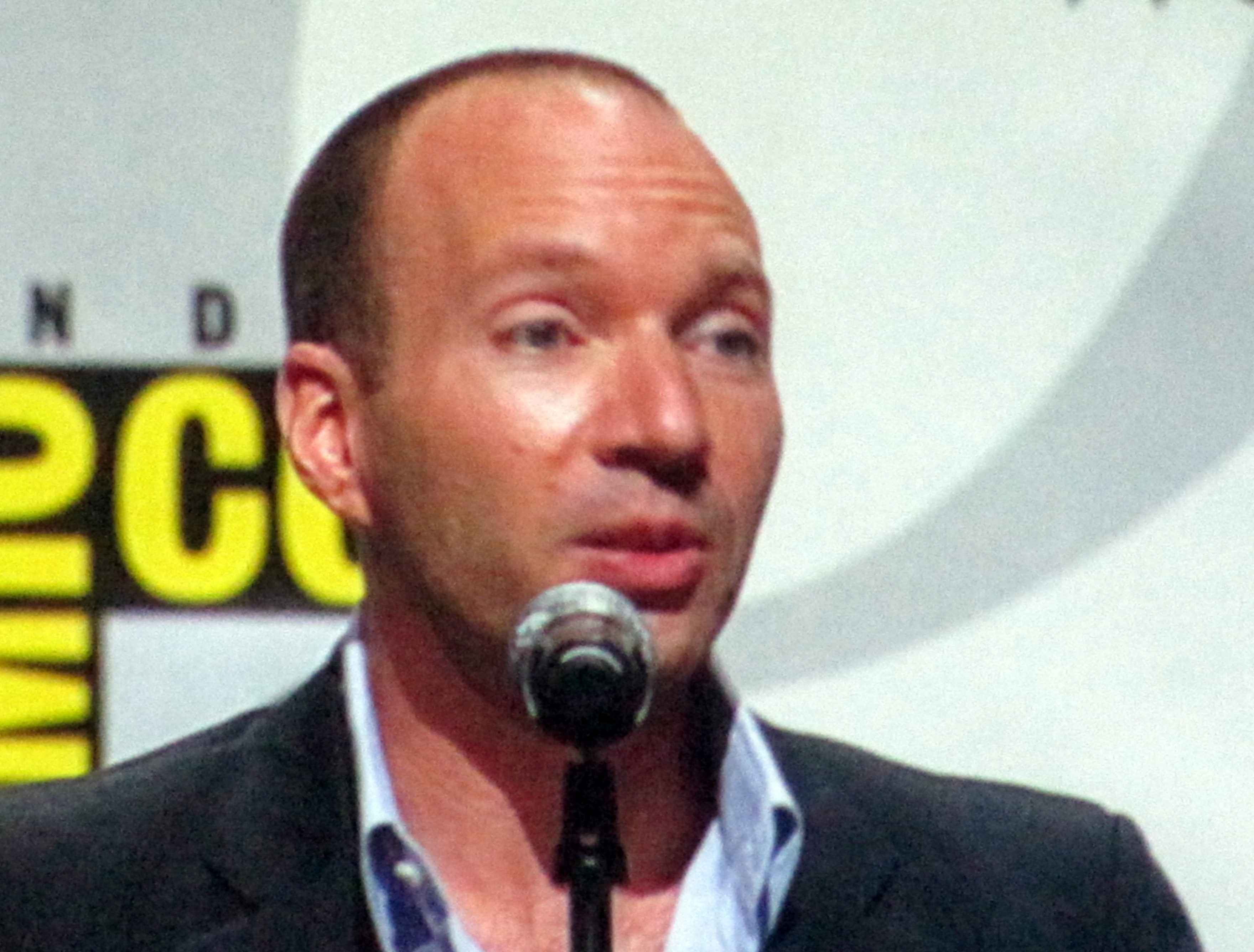
Mechner foi o principal roteirista do filme

Em março de 2004, a empresa de produção Jerry Bruckheimer Films procurou adquirir os direitos de cinema do jogo de 2003 Prince of Persia: The Sands of Time com o filme ser distribuído pela Walt Disney Pictures. De acordo com John August como produtor executivo, o criador da série Jordan Mechner foi contratado para escrever o roteiro. O produtor da trilogia Piratas do Caribe Jerry Bruckheimer serviu como um marco em como um parque temático foi convertido em uma franquia de filmes.  Segundo Mechner: "Ao invés de fazer uma adaptação em linha reta de bater-por-bater de um novo jogo, estamos pegando alguns elementos legais do jogo e usando-os para criar uma nova história." Mechner anteriormente considerou uma animação baseada nos jogos, mas não resistiu a oferta da Disney e de Bruckheimer. Em fevereiro de 2006, a Disney contratou o roteirista Jeffrey Nachmanoff para escrever um novo roteiro para Prince of Persia.
No início de 2007, a Disney anunciou Prince of Persia como um de seus filmes e até junho tinha agendada uma data de lançamento para 10 de julho de 2009, antes de ter um roteiro final ou qualquer ator no elenco. Em novembro de 2007, a Disney entrou em negociações com Mike Newell para dirigir o filme baseado em um roteiro de Mechner e Nachmanoff, embora o estúdio tivesse fora de produção até que a greve dos roteiristas dos Estados Unidos de 2007-08 fosse resolvida. Newell gostava dos filmes de Bruckheimer, e adorou o "emocionante [e] imensamente romântico" roteiro, que lembrou-o de Lost Horizon. Seu assistente jogou os jogos e deu os detalhes chaves ao diretor. Mechner, escrevendo o roteiro, re-concebeu a história para mudar a perspectiva de uma experiência interativa para jogadores para a experiência não interativa para platéias de cinema. O  roteirista deixou os elementos dos jogos do Prince of Persia, Warrior Within e The Two Thrones e não antecipou a inclusão desses elementos em possíveis sequências do filme.
Quando as filmagens começaram, a data de lançamento do filme foi adiada para 28 de maio de 2010, com o estúdio procuraram o tempo suficiente para o processo de pós-produção na concepção de efeitos especiais do filme. A margem de lucro sobre os filmes do Piratas do Caribe foi comprometida por excesso como equipes de efeitos especiais levadas às pressas para completar os filmes para suas datas de lançamento. Variety também atribuiu o adiamento para evitar a potencial greve dos atores de 2008, então o estúdio poderia garantir que o filme levaria a uma  "mega-franquia" semelhante ao seu sucesso da série Piratas do Caribe. Outras razões para a mudança da data de lançamento foram de que o filme estava originalmente programado uma semana antes de Transformers: Revenge of the Fallen, e a Disney precisava de mais tempo para coordenar sua campanha de marketing. Gyllenhaal disse que estava "mais preparado" para o papel, ganhando cinco ou seis quilos de músculo. O ator disse: "…Eu nunca soube o quanto eles estavam indo para me pedir para fazer, então eu apenas faço com certeza que eu espero ser capaz de fazer qualquer coisa." Gemma Arterton foi anunciada para desempenhar o papel da protagonista Tamina, e Arterton informou que ela praticava equitação em Madrid antes das filmagens. Sr. Ben Kingsley retratou o antagonista do filme, Nizam. Alfred Molina retratou um personagem nomeado Sheik Amar, que se torna um mentor para o príncipe. Toby Kebbell interpretou o Príncipe Garsiv, irmão de Dastan, e chefe do exército persa. Os protagonistas do filme todos falam com um reconhecível sotaque britânico.

### Filmagem
Em março de 2008, o diretor Mike Newell selecionou Marrocos como um local de filmagem para Prince of Persia e também planejou o filme no Pinewood Studios. A produção estava programada para começar em meados de junho de 2008. Em maio de 2008, os atores Jake Gyllenhaal e Gemma Arterton estavam no elenco com seus papéis principais. Com um novo roteiro de Jordan Mechner, Doug Miro, Carlo Bernard e Boaz Yakin, as filmagens começaram em julho de 2008 em Marrocos, assim como em Londres. Oito semanas foram gastas em Marrocos antes da primeira unidade se mudar para Pinewood. Ao contrário de outros filmes da Disney feitos até a época, a filmagem não foi feita em três dimensões, nem foi o filme convertido em 3-D durante a pós-produção.

### Trilha sonora
Alanis Morissette compôs a canção tema do filme, nomeada "I Remain". As partituras foram escritas pelo compositor Harry Gregson-Williams.
| Prince of Persia: The Sands of Time Soundtrack (66:26) |                                                                                             |         |  |
| N.º                                                    | Título                                                                                      | Duração |  |
| 1.                                                     | "The Prince of Persia"                                                                      | 5:20    |  |
| 2.                                                     | "Raid On Alamut"                                                                            | 6:32    |  |
| 3.                                                     | "Tamina Unveiled"                                                                           | 2:34    |  |
| 4.                                                     | "The King and His Sons"                                                                     | 2:59    |  |
| 5.                                                     | "Dastan and Tamina Escape"                                                                  | 4:31    |  |
| 6.                                                     | "Journey Through the Desert"                                                                | 2:55    |  |
| 7.                                                     | "Ostrich Race"                                                                              | 0:59    |  |
| 8.                                                     | "Running from Sheikh Amar"                                                                  | 3:27    |  |
| 9.                                                     | "Trusting Nizam"                                                                            | 4:37    |  |
| 10.                                                    | "Visions of Death"                                                                          | 1:46    |  |
| 11.                                                    | "So, You're Going To Help Me?"                                                              | 2:20    |  |
| 12.                                                    | "The Oasis Ambush"                                                                          | 1:54    |  |
| 13.                                                    | "Hassansin Attack"                                                                          | 2:59    |  |
| 14.                                                    | "Return to Alamut"                                                                          | 3:05    |  |
| 15.                                                    | "No Ordinary Dagger"                                                                        | 4:39    |  |
| 16.                                                    | "The Passages"                                                                              | 3:09    |  |
| 17.                                                    | "The Sands of Time"                                                                         | 3:58    |  |
| 18.                                                    | "Destiny"                                                                                   | 3:38    |  |
| 19.                                                    | "I Remain" (realizada por Alanis Morissette, escrita por Alanis Morissette e Mike Elizondo) | 4:57    |  |

## Marketing

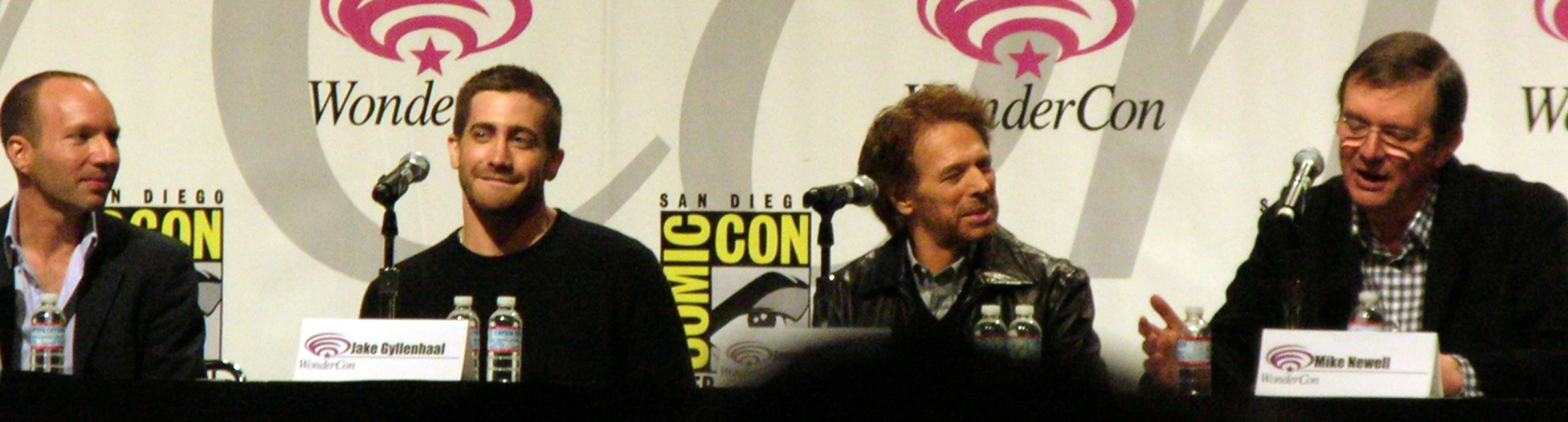
Mechner, Gyllenhaal, Bruckheimer e Newell em um painel promovendo o filme na WonderCon 2010

O poster fez sua estreia como um fundo de apoio na produção de 2009 de Bruckheimer, Confessions of a Shopaholic, semelhante à forma como a Warner Bros. incorporou o poster para vários projetos desenvolvidos, mas nunca filmados, com base em seus personagens cômicos em I Am Legend. Na semana de lançamento de Confessions of a Shopaholic, a Disney assinou um contrato de merchandising com a Lego para o filme.
O trailer foi lançado na Internet em 2 de novembro de 2009. No trailer, é mostrado que Nizam lançou as Areias do Tempo (através da Adaga) para destruir o reino, forçando Dastan a trazer a Adaga e a recuperá-la para o "templo guardião secreto", junto com a princesa Tamina. Ele também mostra que o uso da Adaga provocará metade do corpo do príncipe a se tornar "flamado", uma homenagem ao elemento em Prince of Persia: The Two Thrones (onde o Prince é possuído pelas Areias do Tempo). Observa-se também que nas cenas do deserto, o Prince usa um turbante constituído por dois lenços: vermelho e azul, uma homenagem à versão de 2008 de Prince of Persia.
A Disney lançou produtos como bonecos, cenários, figurinos e uma réplica da Adaga do Tempo. Ela também lançou um romance chamado Prince of Persia: Before the Sandstorm, que funcionará como um prequela para o filme. Também, um jogo que foi desenvolvido pela Ubisoft Montreal intitulado Prince of Persia: The Forgotten Sands foi lançado junto com o filme; no entanto, a história do jogo não está relacionada com o filme, e em vez disso serve como um interquela para os dois primeiros jogos da trilogia Sands of Time.

## Lançamento
A estratégia de marketing da Disney incluiu um passo a passo do lançamento do filme. Prince of Persia foi lançado primeiro na Europa, com a sua estreia mundial realizada em Westfield, Londres, no Reino Unido em 9 de maio, em seguida, estreou em 19 de maio de 2010 na Itália, França, Bélgica, Holanda, Noruega, Dinamarca, Suécia e Finlândia, e em 20 de maio na Alemanha. Foi lançado em 21 de maio no Reino Unido, Espanha, Bulgária, Polónia e Turquia. Foi lançado na Austrália, Hong Kong, Malásia e nas Filipinas em 27 de maio. O filme não foi lançado nos Estados Unidos até 28 de maio, a fim de tentar lucrar com a audiência potencialmente maior na semana do feriado do Memorial Day. Também foi lançado em Gana, Índia, Romênia e na Nigéria em 28 de maio.

### Mídia caseira
A Walt Disney Studios Home Entertainment lançou um disco simples de DVD, um disco simples de Blu-ray e um pacote-combo de 3 discos em Blu-ray nos EUA em 14 de setembro de 2010. O DVD pousou no 1° lugar nas paradas de vendas de DVD americanas, com 664,041 unidades vendidas na primeira semana e 1,303,254 unidades no total (o equivalente a US$29,045,317) a partir de 14 de novembro de 2010.
Também na Alemanha, o DVD ficou no #1 na parada de DVD do país.

## Recepção

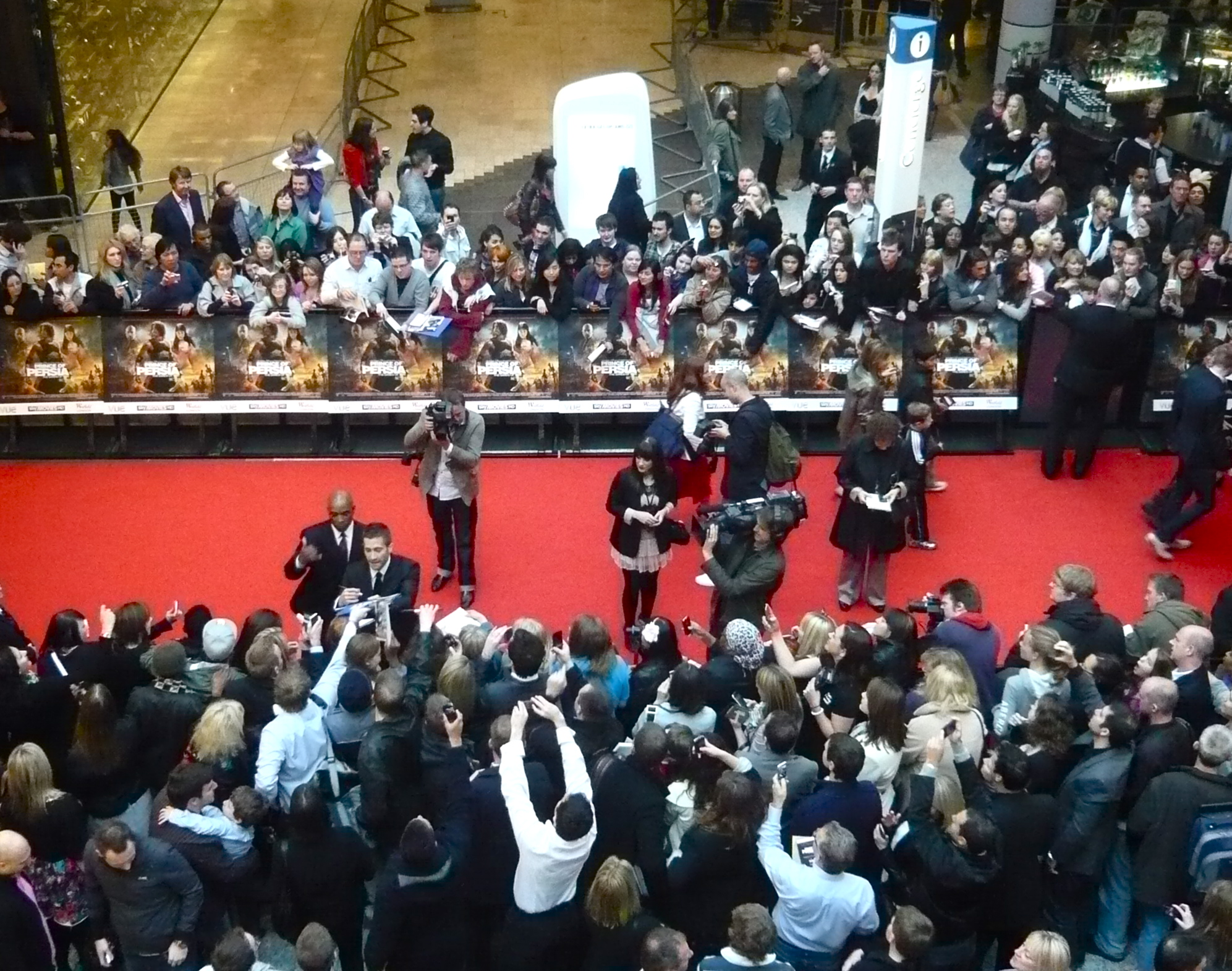
Gyllenhaal na premiere do filme em Londres

### Bilheteria
Prince of Persia: The Sands of Time, que, de acordo com  a Disney e Jerry Bruckheimer, era supostamente para ser "o novo Piratas do Caribe", estreou no #3 nas bilheterias dos EUA atrás de Shrek Forever After e Sex and the City 2 com US$30.1 milhões em seu primeiro fim de semana de 3 dias de lançamento. É a terceira maior abertura de uma adaptação de videogame, atrás de Lara Croft: Tomb Raider e Pokémon: The First Movie. Durante o Memorial Day, ele superou Sex and the City 2 arrecadando US$37,813,075 e terminou em segundo lugar.
Internacionalmente, o filme arrecadou estimados US$ 18 milhões em sua primeira semana, quando foi inaugurado em 19 dos principais países europeus. Prince of Persia estreou no #1 nesses países, com excepção do Reino Unido onde perdeu a liderança para StreetDance 3D. Uma semana depois, o filme foi lançado no resto do mundo e arrecadou estimados US$61.6 milhões no total de 47 países, tornando-se o líder de bilheteria mundial ao alcançar o 1º lugar em 41 dos 47 países.
O filme ultimamente ganhou US$90,759,676 nos Estados Unidos e Canadá e US$244,394,962 em outros países, para um total mundial bruto de US$335,154,638 e tornou-se a adaptação de videogame de maior arrecadação em todo o mundo, ultrapassando o recordista anterior Lara Croft: Tomb Raider. Apesar de seu sucesso, o filme é considerado ainda como uma sub-apresentação na bilheteria doméstica, embora ele tenha melhor desempenho em vendas de mídias caseiras.

### Resposta da crítica
O filme recebeu críticas mistas. A análise agregada da Rotten Tomatoes informou que 36% dos críticos deram ao filme uma análise positiva com base em 207 avaliações, com uma média de 5/10. O consenso crítico é: Ele não oferece muito em termos de substância, mas Prince of Persia é um divertido entretenimento e uma melhoria substancial sobre a maioria das adaptações de jogos de videogame. Outra análise agregada, o Metacritic, que calcula uma média com base em opiniões de críticos do mainstream, deu uma avaliação de 50/100. o crítico de cinema do Chicago Sun-Times, Roger Ebert, deu ao filme duas estrelas de quatro e escreveu, "As duas levas não são inspiradas. Jake Gyllenhaal poderia fazer a capa de uma revista de músculo, mas ele interpreta Dastan como se tivesse as dúvidas e inseguranças do Homem-Aranha." O crítico de cinema David Roark da Relevant Magazine, por outro lado, deu ao filme uma crítica positiva e escreveu: "Newell cumpriu inquestionavelmente o que se propôs a fazer, que é ridículo, bobo e esquecível, mas mesmo assim divertido."

### Indicações
Scream Award, indicado em uma categoria:
- Revelação Feminina (Gemma Arterton)

Teen Choice Award, indicado em duas categorias:
- Ator de Fantasia - Cinema (Jake Gyllenhaal)
- Atriz de Fantasia - Cinema (Gemma Arterton)